# Stattmatten
Stattmatten ist eine französische Gemeinde mit 751 Einwohnern (Stand 1. Januar 2021) im Département Bas-Rhin in der Region Grand Est (bis 2015 Elsass).

## Lage
Stattmatten liegt in der Oberrheinebene, 20 Kilometer östlich von Haguenau und 20 Kilometer südwestlich von Rastatt. Durch das Gemeindegebiet fließt die untere Moder. Nachbargemeinden von Stattmatten sind Rountzenheim-Auenheim im Norden, Fort-Louis im Osten, Dalhunden im Süden sowie Sessenheim im Westen.

## Bevölkerungsentwicklung
| 1910 | 1962 | 1968 | 1975 | 1982 | 1990 | 1999 | 2006 | 2019 |
| ---- | ---- | ---- | ---- | ---- | ---- | ---- | ---- | ---- |
| 419  | 339  | 375  | 423  | 544  | 570  | 598  | 657  | 740  |

|  |  |

## Persönlichkeiten
- Georg Atzel (1845–nach 1918), Landtagsabgeordneter und Bürgermeister von Sessenheim